# The Valley (stade)
Pour les articles homonymes, voir The Valley.
The Valley est un stade de football localisé dans la banlieue sud-est de Londres.
C'est l'enceinte du club de Charlton Athletic Football Club.

## Histoire
Ce stade de 27 111 places fut inauguré le 13 septembre 1919. Le record d'affluence est de 75 031 spectateurs le 12 février 1938 pour un match de FA Challenge Cup Charlton Athletic-Aston Villa Football Club. Le terrain fut équipé d'un système d'éclairage pour les matchs en nocturne en septembre 1961.

## Galerie

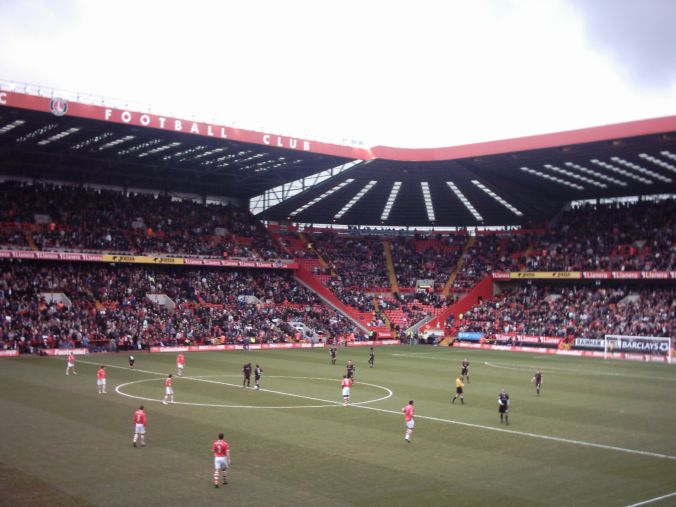
The Valley